# Ebba Ryning
Ebba Ryning, född 1595, död 1642, var en svensk hovfunktionär. Hon var överhovmästarinna 1639–1642. 
Hennes föräldrar var Peder Ryning och Kerstin Gyllenstierna. Hon var kammarfröken hos änkedrottningen, Kristina av Holstein-Gottorp. Hon gifte sig 1625 med överste Göran Soop, som avled 1631. 